# Richard Forthuber
Richard Forthuber (* 18. September 1882 in Kaiserslautern; † 23. Mai 1957 in Landau in der Pfalz) war ein deutscher Verwaltungsjurist und Kommunalbeamter.

## Leben
Forthuber studierte an der Julius-Maximilians-Universität Rechtswissenschaft. 1902 wurde er mit Hans Windels im Corps Rhenania Würzburg recipiert. 1907 wurde er in Würzburg zum Dr. iur. promoviert. Ab 1920 war er Bürgermeister von Neustadt an der Weinstraße. Fünf Tage nach der Reichstagswahl März 1933 wurde er von Gauleiter Josef Bürckel wegen „Unzuverlässigkeit“ amtsenthoben und in „Schutzhaft“ genommen. Forthuber steht auf  Häftlingslisten des (frühen) Konzentrationslagers Neustadt, war aber nicht im Lager, sondern in Zimmerhaft, Gefängnis (Amtsgericht Neustadt an der Weinstraße) und Krankenhaus. Ende Juli 1933 wurde er aus der Schutzhaft entlassen. 1938 trat er in die Nationalsozialistische Volkswohlfahrt. Nach dem Krieg von den Franzosen anstandslos entnazifiziert, wurde er am 3. Mai 1945 zum kommissarischen Oberbürgermeister von Landau und am 5. Mai 1945 zum Landrat des Landkreises Landau in der Pfalz ernannt. Landrat blieb er bis zum 31. Oktober 1949. Beerdigt ist er auf dem Hauptfriedhof Landau.